# Чортківське лісове господарство

ДП «Чортківське лісове господарство» — структурний підрозділ Тернопільського обласного управління лісового та мисливського господарства, підприємство з вирощування лісу, декоративного садивного матеріалу.
Офіс (контора) розташовується в місті Чорткові.

## Відомості
Чортківський лісгосп, Тернопільського обласного управління лісового господарства, розміщений в південній частині Тернопільської області на території чотирьох адміністративних районів: Гусятинського, Чортківського, Борщівського та Заліщицького.

## Історія
Створене 1939 року на основі поміщицьких, державних, церковних і приватних лісів довоєнної Польщі.
У 1959 році лісгосп реорганізовано в лісгоспзаг і створено єдине комплексне лісове господарство, яке об'єднувало лісове господарство і лісозаготівлі, які підпорядковувалися Тернопільському обласному управлінню лісового господарства і лісозаготовок.
У 1991 році на основі наказу Міністерства лісового господарства України від 31 жовтня 1991 року № 133 лісгоспзаг перейменовано на держлісгосп.

## Керівники
- Михайло Кільчицький — роки невідомі
- Василь Фреяк[1][2] (нар. 1976),[3] — з 2014 року.

## Лісництва
- Гусятинське лісництво
- Копичинське лісництво
- Білецьке лісництво
- Колиндянське лісництво
- Улашківське лісництво
- Скала-Подільське лісництво
- Борщівське лісництво
- Заліщицьке лісництво
- Гермаківське лісництво
- Наддністрянське лісництво

Також у структурі є природний заповідник «Медобори».

## Об'єкти природно-заповідного фонду
На території господарства знаходиться ? об'єктів природно-заповідного фонду.